# Municipio de Berwyn (Illinois)
El municipio de Berwyn (en inglés: Berwyn Township) es un municipio ubicado en el condado de Cook en el estado estadounidense de Illinois. En el año 2010 tenía una población de 56657 habitantes y una densidad poblacional de 5.601,89 personas por km².

## Geografía
El municipio de Berwyn se encuentra ubicado en las coordenadas 41°50′36″N 87°47′27″O / 41.84333, -87.79083. Según la Oficina del Censo de los Estados Unidos, el municipio tiene una superficie total de 10.11 km², de la cual 10.11 km² corresponden a tierra firme y (0%) 0 km² es agua.

## Demografía
Según el censo de 2010, había 56657 personas residiendo en el municipio de Berwyn. La densidad de población era de 5.601,89 hab./km². De los 56657 habitantes, el municipio de Berwyn estaba compuesto por el 60.49% blancos, el 6.4% eran afroamericanos, el 0.59% eran amerindios, el 2.52% eran asiáticos, el 0.03% eran isleños del Pacífico, el 26.61% eran de otras razas y el 3.37% pertenecían a dos o más razas. Del total de la población el 59.44% eran hispanos o latinos de cualquier raza.